# Wrzeszcz
 (octobrte 2017).
Wrzeszcz (allemand : Langfuhr ; cachoube : Lengforda) est un arrondissement de Gdańsk situé au centre-nord de la ville. Il compte 57 565 habitants.

## Géographie
| Wrzeszcz       |        |
| non disponible |        |
| Superficie     | 10 km² |
| Population     | 57 565 |